# Volta a San Juan 2020
La Volta a San Juan 2020 fou la 38a edició de la Volta a San Juan. Es va disputar entre el 26 de gener i el 2 de febrer de 2020. La cursa formà part de la nova classificació UCI ProSeries 2020 amb una categoria 2.Pro.
La cursa fou guanyada pel belga Remco Evenepoel (Deceuninck-Quick Step), que s'imposà per 33" a Filippo Ganna (Itàlia) i en poc més d'iun minut a Óscar Sevilla (Medellín). Evenepoel basà la victòria final en una gran contrarellotge individual de la tercera etapa, en la què va treure més de mig minut al seu immediat perseguidor.

## Equips
L'organització convidà a 27 equips: sis WorldTeams, cinc ProTeams, nou equips continentals i set equips nacionals:
| WorldTeams (6)- Bora-Hansgrohe - Deceuninck-Quick Step - Movistar Team - Israel Start-Up Nation - UAE Team Emirates - Cofidis ProTeams (5)- Androni Giocattoli-Sidermec - Bardiani CSF Faizanè - Vini Zabù-KTM - Rally Cycling - Euskaltel-Euskadi Equips continentals (9)- Medellín - Colombia Tierra de Atletas-GW Bicicletas - Agrupación Virgen de Fátima-SaddleDrunk - Municipalidad de Pocito - Municipalidad de Rawson - Sindicato de Empleados Públicos de San Juan - Transportes Puertas de Cuyo - Tavira - Amore & Vita-Prodir Equips nacionals (7)- Itàlia - Argentina - Rússia - Panamà - Veneçuela - Brasil - Perú |
| |

## Etapes
| Etapa    | Data        | Ciutats d'etapa                                      | type                      | Distància (km) | Vencedor de l'etapa     | Líder de la general     |
| -------- | ----------- | ---------------------------------------------------- | ------------------------- | -------------- | ----------------------- | ----------------------- |
| 1a etapa | 26 de gen   | San Juan de la Frontera – San Juan de la Frontera    | etapa accidentada         | 168            | Rudy Barbier            | Rudy Barbier            |
| 2a etapa | 27 de gen   | Pocito Department – Pocito Department                | etapa plana               | 168,7          | Fernando Gaviria Rendón | Fernando Gaviria Rendón |
| 3a etapa | 28 de gen   | Villa Ibáñez – Punta Negra Dam                       | contrarellotge individual | 15,2           | Remco Evenepoel         | Remco Evenepoel         |
| 4a etapa | 29 de gen   | San José de Jáchal – San Agustín de Valle Fértil     | etapa de mitja muntanya   | 189            | Fernando Gaviria Rendón | Remco Evenepoel         |
|          | 30 de gener | Jornada de descans                                   | Jornada de descans        |                |                         |                         |
| 5a etapa | 31 de gen   | Villa San Martín – Alto Colorado                     | etapa de muntanya         | 169,5          | Miguel Flórez López     | Remco Evenepoel         |
| 6a etapa | 1 de feb    | San Juan de la Frontera – Circuito San Juan Villicum | etapa plana               | 155            | Zdeněk Štybar           | Remco Evenepoel         |
| 7a etapa | 2 de feb    | San Juan de la Frontera – San Juan de la Frontera    | etapa plana               | 141,3          | Fernando Gaviria Rendón | Remco Evenepoel         |

### Etapa 1
| \| Classificació de l'etapa \| Classificació de l'etapa \| Classificació de l'etapa \| Classificació de l'etapa \| Classificació de l'etapa \| \| Corredor \| Corredor \| Equip \| Temps \| \| \| ------------------------ \| -------------------------- \| --------------------------- \| ------------------------ \| ------------------------ \| \| 1r \| Rudy Barbier \| Israel Start-Up Nation \| 3h 45' 14" \| \| \| 2n \| Manuel Belletti \| Androni Giocattoli-Sidermec \| + 0" \| \| \| 3r \| Tomás Contte \| Municipalidad de Pocito \| + 0" \| \| \| 4t \| Sebastián Molano Benavides \| UAE Team Emirates \| + 0" \| \| \| 5è \| Álvaro Hodeg Chagui \| Deceuninck-Quick Step \| + 0" \| \| \| 6è \| Peter Sagan \| Bora-Hansgrohe \| + 0" \| \| \| 7è \| Roman Maikin \| Rússia \| + 0" \| \| \| 8è \| Luca Wackermann \| Vini Zabù-KTM \| + 0" \| \| \| 9è \| Fernando Gaviria Rendón \| UAE Team Emirates \| + 0" \| \| \| 10è \| Cyril Lemoine \| Cofidis \| + 0" \| \| |                            |                             |            |
| |                            |                             |            |
| Font: ProCyclingStats |                            |                             |            |
| Classificació de l'etapa |                            |                             |            |
| Corredor | Corredor                   | Equip                       | Temps      |
| 1r | Rudy Barbier               | Israel Start-Up Nation      | 3h 45' 14" |
| 2n | Manuel Belletti            | Androni Giocattoli-Sidermec | + 0"       |
| 3r | Tomás Contte               | Municipalidad de Pocito     | + 0"       |
| 4t | Sebastián Molano Benavides | UAE Team Emirates           | + 0"       |
| 5è | Álvaro Hodeg Chagui        | Deceuninck-Quick Step       | + 0"       |
| 6è | Peter Sagan                | Bora-Hansgrohe              | + 0"       |
| 7è | Roman Maikin               | Rússia                      | + 0"       |
| 8è | Luca Wackermann            | Vini Zabù-KTM               | + 0"       |
| 9è | Fernando Gaviria Rendón    | UAE Team Emirates           | + 0"       |
| 10è | Cyril Lemoine              | Cofidis                     | + 0"       |

| \| Classificació general \| Classificació general \| Classificació general \| Classificació general \| Classificació general \| \| Corredor \| Corredor \| Equip \| Temps \| \| \| --------------------- \| -------------------------- \| --------------------------- \| --------------------- \| --------------------- \| \| 1r \| Rudy Barbier \| Israel Start-Up Nation \| 3h 45' 14" \| \| \| 2n \| Manuel Belletti \| Androni Giocattoli-Sidermec \| + 4" \| \| \| 3r \| Tomás Contte \| Municipalidad de Pocito \| + 6" \| \| \| 4t \| Sebastián Molano Benavides \| UAE Team Emirates \| + 10" \| \| \| 5è \| Álvaro Hodeg Chagui \| Deceuninck-Quick Step \| + 10" \| \| \| 6è \| Peter Sagan \| Bora-Hansgrohe \| + 10" \| \| \| 7è \| Roman Maikin \| Rússia \| + 10" \| \| \| 8è \| Luca Wackermann \| Vini Zabù-KTM \| + 10" \| \| \| 9è \| Fernando Gaviria Rendón \| UAE Team Emirates \| + 10" \| \| \| 10è \| Cyril Lemoine \| Cofidis \| + 10" \| \| |                            |                             |            |
| |                            |                             |            |
| Font: ProCyclingStats |                            |                             |            |
| Classificació general |                            |                             |            |
| Corredor | Corredor                   | Equip                       | Temps      |
| 1r | Rudy Barbier               | Israel Start-Up Nation      | 3h 45' 14" |
| 2n | Manuel Belletti            | Androni Giocattoli-Sidermec | + 4"       |
| 3r | Tomás Contte               | Municipalidad de Pocito     | + 6"       |
| 4t | Sebastián Molano Benavides | UAE Team Emirates           | + 10"      |
| 5è | Álvaro Hodeg Chagui        | Deceuninck-Quick Step       | + 10"      |
| 6è | Peter Sagan                | Bora-Hansgrohe              | + 10"      |
| 7è | Roman Maikin               | Rússia                      | + 10"      |
| 8è | Luca Wackermann            | Vini Zabù-KTM               | + 10"      |
| 9è | Fernando Gaviria Rendón    | UAE Team Emirates           | + 10"      |
| 10è | Cyril Lemoine              | Cofidis                     | + 10"      |

### Etapa 2
| \| Classificació de l'etapa \| Classificació de l'etapa \| Classificació de l'etapa \| Classificació de l'etapa \| Classificació de l'etapa \| \| Corredor \| Corredor \| Equip \| Temps \| \| \| ------------------------ \| ------------------------- \| --------------------------------------- \| ------------------------ \| ------------------------ \| \| 1r \| Fernando Gaviria Rendón \| UAE Team Emirates \| 3h 30' 06" \| \| \| 2n \| Nicolás Naranjo \| Agrupación Virgen de Fátima-SaddleDrunk \| + 0" \| \| \| 3r \| Marco Benfatto \| Bardiani CSF Faizanè \| + 0" \| \| \| 4t \| Piet Allegaert \| Cofidis \| + 0" \| \| \| 5è \| Peter Sagan \| Bora-Hansgrohe \| + 0" \| \| \| 6è \| Travis McCabe \| Israel Start-Up Nation \| + 0" \| \| \| 7è \| Mauro Richeze Araquistain \| Transporte Puertas de Cuyo \| + 0" \| \| \| 8è \| César Martingil \| Atum General-Tavira-Maria Nova Hotel \| + 0" \| \| \| 9è \| Bert Van Lerberghe \| Deceuninck-Quick Step \| + 0" \| \| \| 10è \| Álvaro Hodeg Chagui \| Deceuninck-Quick Step \| + 0" \| \| |                           |                                         |            |
| |                           |                                         |            |
| Font: ProCyclingStats |                           |                                         |            |
| Classificació de l'etapa |                           |                                         |            |
| Corredor | Corredor                  | Equip                                   | Temps      |
| 1r | Fernando Gaviria Rendón   | UAE Team Emirates                       | 3h 30' 06" |
| 2n | Nicolás Naranjo           | Agrupación Virgen de Fátima-SaddleDrunk | + 0"       |
| 3r | Marco Benfatto            | Bardiani CSF Faizanè                    | + 0"       |
| 4t | Piet Allegaert            | Cofidis                                 | + 0"       |
| 5è | Peter Sagan               | Bora-Hansgrohe                          | + 0"       |
| 6è | Travis McCabe             | Israel Start-Up Nation                  | + 0"       |
| 7è | Mauro Richeze Araquistain | Transporte Puertas de Cuyo              | + 0"       |
| 8è | César Martingil           | Atum General-Tavira-Maria Nova Hotel    | + 0"       |
| 9è | Bert Van Lerberghe        | Deceuninck-Quick Step                   | + 0"       |
| 10è | Álvaro Hodeg Chagui       | Deceuninck-Quick Step                   | + 0"       |

| \| Classificació general \| Classificació general \| Classificació general \| Classificació general \| Classificació general \| \| Corredor \| Corredor \| Equip \| Temps \| \| \| --------------------- \| ----------------------- \| --------------------------------------- \| --------------------- \| --------------------- \| \| 1r \| Fernando Gaviria Rendón \| UAE Team Emirates \| 7h 15' 10" \| \| \| 2n \| Rudy Barbier \| Israel Start-Up Nation \| + 0" \| \| \| 3r \| Manuel Belletti \| Androni Giocattoli-Sidermec \| + 4" \| \| \| 4t \| Nicolás Naranjo \| Agrupación Virgen de Fátima-SaddleDrunk \| + 4" \| \| \| 5è \| Tomás Contte \| Municipalidad de Pocito \| + 6" \| \| \| 6è \| Marco Benfatto \| Bardiani CSF Faizanè \| + 6" \| \| \| 7è \| Christofer Jurado \| Panamà \| + 9" \| \| \| 8è \| Peter Sagan \| Bora-Hansgrohe \| + 10" \| \| \| 9è \| Álvaro Hodeg Chagui \| Deceuninck-Quick Step \| + 10" \| \| \| 10è \| Travis McCabe \| Israel Start-Up Nation \| + 10" \| \| |                         |                                         |            |
| |                         |                                         |            |
| Font: ProCyclingStats |                         |                                         |            |
| Classificació general |                         |                                         |            |
| Corredor | Corredor                | Equip                                   | Temps      |
| 1r | Fernando Gaviria Rendón | UAE Team Emirates                       | 7h 15' 10" |
| 2n | Rudy Barbier            | Israel Start-Up Nation                  | + 0"       |
| 3r | Manuel Belletti         | Androni Giocattoli-Sidermec             | + 4"       |
| 4t | Nicolás Naranjo         | Agrupación Virgen de Fátima-SaddleDrunk | + 4"       |
| 5è | Tomás Contte            | Municipalidad de Pocito                 | + 6"       |
| 6è | Marco Benfatto          | Bardiani CSF Faizanè                    | + 6"       |
| 7è | Christofer Jurado       | Panamà                                  | + 9"       |
| 8è | Peter Sagan             | Bora-Hansgrohe                          | + 10"      |
| 9è | Álvaro Hodeg Chagui     | Deceuninck-Quick Step                   | + 10"      |
| 10è | Travis McCabe           | Israel Start-Up Nation                  | + 10"      |

### Etapa 3
| \| Classificació de l'etapa \| Classificació de l'etapa \| Classificació de l'etapa \| Classificació de l'etapa \| Classificació de l'etapa \| \| Corredor \| Corredor \| Equip \| Temps \| \| \| ------------------------ \| ------------------------ \| ------------------------ \| ------------------------ \| ------------------------ \| \| 1r \| Remco Evenepoel \| Deceuninck-Quick Step \| 19' 16" \| \| \| 2n \| Filippo Ganna \| Itàlia \| + 32" \| \| \| 3r \| Óscar Sevilla Rivera \| Medellín \| + 1' 08" \| \| \| 4t \| Nélson Oliveira \| Movistar Team \| + 1' 25" \| \| \| 5è \| Brandon McNulty \| UAE Team Emirates \| + 1' 26" \| \| \| 6è \| Maciej Bodnar \| Bora-Hansgrohe \| + 1' 27" \| \| \| 7è \| Aleksandr Ievtuixenko \| Rússia \| + 1' 28" \| \| \| 8è \| Colin Joyce \| Rally Cycling \| + 1' 40" \| \| \| 9è \| Matteo Fabbro \| Bora-Hansgrohe \| + 1' 41" \| \| \| 10è \| Gavin Mannion \| Rally Cycling \| + 1' 43" \| \| |                       |                       |          |
| |                       |                       |          |
| Font: ProCyclingStats |                       |                       |          |
| Classificació de l'etapa |                       |                       |          |
| Corredor | Corredor              | Equip                 | Temps    |
| 1r | Remco Evenepoel       | Deceuninck-Quick Step | 19' 16"  |
| 2n | Filippo Ganna         | Itàlia                | + 32"    |
| 3r | Óscar Sevilla Rivera  | Medellín              | + 1' 08" |
| 4t | Nélson Oliveira       | Movistar Team         | + 1' 25" |
| 5è | Brandon McNulty       | UAE Team Emirates     | + 1' 26" |
| 6è | Maciej Bodnar         | Bora-Hansgrohe        | + 1' 27" |
| 7è | Aleksandr Ievtuixenko | Rússia                | + 1' 28" |
| 8è | Colin Joyce           | Rally Cycling         | + 1' 40" |
| 9è | Matteo Fabbro         | Bora-Hansgrohe        | + 1' 41" |
| 10è | Gavin Mannion         | Rally Cycling         | + 1' 43" |

| \| Classificació general \| Classificació general \| Classificació general \| Classificació general \| Classificació general \| \| Corredor \| Corredor \| Equip \| Temps \| \| \| --------------------- \| --------------------- \| --------------------- \| --------------------- \| --------------------- \| \| 1r \| Remco Evenepoel \| Deceuninck-Quick Step \| 7h 34' 36" \| \| \| 2n \| Filippo Ganna \| Itàlia \| + 32" \| \| \| 3r \| Óscar Sevilla Rivera \| Medellín \| + 1' 08" \| \| \| 4t \| Nélson Oliveira \| Movistar Team \| + 1' 25" \| \| \| 5è \| Brandon McNulty \| UAE Team Emirates \| + 1' 26" \| \| \| 6è \| Maciej Bodnar \| Bora-Hansgrohe \| + 1' 27" \| \| \| 7è \| Aleksandr Ievtuixenko \| Rússia \| + 1' 28" \| \| \| 8è \| Colin Joyce \| Rally Cycling \| + 1' 40" \| \| \| 9è \| Matteo Fabbro \| Bora-Hansgrohe \| + 1' 41" \| \| \| 10è \| Gavin Mannion \| Rally Cycling \| + 1' 43" \| \| |                       |                       |            |
| |                       |                       |            |
| Font: ProCyclingStats |                       |                       |            |
| Classificació general |                       |                       |            |
| Corredor | Corredor              | Equip                 | Temps      |
| 1r | Remco Evenepoel       | Deceuninck-Quick Step | 7h 34' 36" |
| 2n | Filippo Ganna         | Itàlia                | + 32"      |
| 3r | Óscar Sevilla Rivera  | Medellín              | + 1' 08"   |
| 4t | Nélson Oliveira       | Movistar Team         | + 1' 25"   |
| 5è | Brandon McNulty       | UAE Team Emirates     | + 1' 26"   |
| 6è | Maciej Bodnar         | Bora-Hansgrohe        | + 1' 27"   |
| 7è | Aleksandr Ievtuixenko | Rússia                | + 1' 28"   |
| 8è | Colin Joyce           | Rally Cycling         | + 1' 40"   |
| 9è | Matteo Fabbro         | Bora-Hansgrohe        | + 1' 41"   |
| 10è | Gavin Mannion         | Rally Cycling         | + 1' 43"   |

### Etapa 4
| \| Classificació de l'etapa \| Classificació de l'etapa \| Classificació de l'etapa \| Classificació de l'etapa \| Classificació de l'etapa \| \| Corredor \| Corredor \| Equip \| Temps \| \| \| ------------------------ \| ------------------------------- \| --------------------------------------- \| ------------------------ \| ------------------------ \| \| 1r \| Fernando Gaviria Rendón \| UAE Team Emirates \| 2h 54' 26" \| \| \| 2n \| Rudy Barbier \| Israel Start-Up Nation \| + 0" \| \| \| 3r \| Álvaro Hodeg Chagui \| Deceuninck-Quick Step \| + 0" \| \| \| 4t \| Peter Sagan \| Bora-Hansgrohe \| + 0" \| \| \| 5è \| Piet Allegaert \| Cofidis \| + 0" \| \| \| 6è \| Bert Van Lerberghe \| Deceuninck-Quick Step \| + 0" \| \| \| 7è \| Marco Benfatto \| Bardiani CSF Faizanè \| + 0" \| \| \| 8è \| Manuel Belletti \| Androni Giocattoli-Sidermec \| + 0" \| \| \| 9è \| Nicolás Naranjo \| Agrupación Virgen de Fátima-SaddleDrunk \| + 0" \| \| \| 10è \| Maximiliano Richeze Araquistain \| UAE Team Emirates \| + 0" \| \| |                                 |                                         |            |
| |                                 |                                         |            |
| Font: ProCyclingStats |                                 |                                         |            |
| Classificació de l'etapa |                                 |                                         |            |
| Corredor | Corredor                        | Equip                                   | Temps      |
| 1r | Fernando Gaviria Rendón         | UAE Team Emirates                       | 2h 54' 26" |
| 2n | Rudy Barbier                    | Israel Start-Up Nation                  | + 0"       |
| 3r | Álvaro Hodeg Chagui             | Deceuninck-Quick Step                   | + 0"       |
| 4t | Peter Sagan                     | Bora-Hansgrohe                          | + 0"       |
| 5è | Piet Allegaert                  | Cofidis                                 | + 0"       |
| 6è | Bert Van Lerberghe              | Deceuninck-Quick Step                   | + 0"       |
| 7è | Marco Benfatto                  | Bardiani CSF Faizanè                    | + 0"       |
| 8è | Manuel Belletti                 | Androni Giocattoli-Sidermec             | + 0"       |
| 9è | Nicolás Naranjo                 | Agrupación Virgen de Fátima-SaddleDrunk | + 0"       |
| 10è | Maximiliano Richeze Araquistain | UAE Team Emirates                       | + 0"       |

| \| Classificació general \| Classificació general \| Classificació general \| Classificació general \| Classificació general \| \| Corredor \| Corredor \| Equip \| Temps \| \| \| --------------------- \| --------------------- \| --------------------- \| --------------------- \| --------------------- \| \| 1r \| Remco Evenepoel \| Deceuninck-Quick Step \| 11h 42' 28" \| \| \| 2n \| Filippo Ganna \| Team Ineos \| + 33" \| \| \| 3r \| Óscar Sevilla Rivera \| Medellín \| + 1' 09" \| \| \| 4t \| Nélson Oliveira \| Movistar Team \| + 1' 26" \| \| \| 5è \| Brandon McNulty \| UAE Team Emirates \| + 1' 27" \| \| \| 6è \| Maciej Bodnar \| Bora-Hansgrohe \| + 1' 28" \| \| \| 7è \| Aleksandr Ievtuixenko \| \| + 1' 29" \| \| \| 8è \| Colin Joyce \| Rally Cycling \| + 1' 41" \| \| \| 9è \| Matteo Fabbro \| Bora-Hansgrohe \| + 1' 42" \| \| \| 10è \| Gavin Mannion \| Rally Cycling \| + 1' 44" \| \| |                       |                       |             |
| |                       |                       |             |
| Font: ProCyclingStats |                       |                       |             |
| Classificació general |                       |                       |             |
| Corredor | Corredor              | Equip                 | Temps       |
| 1r | Remco Evenepoel       | Deceuninck-Quick Step | 11h 42' 28" |
| 2n | Filippo Ganna         | Team Ineos            | + 33"       |
| 3r | Óscar Sevilla Rivera  | Medellín              | + 1' 09"    |
| 4t | Nélson Oliveira       | Movistar Team         | + 1' 26"    |
| 5è | Brandon McNulty       | UAE Team Emirates     | + 1' 27"    |
| 6è | Maciej Bodnar         | Bora-Hansgrohe        | + 1' 28"    |
| 7è | Aleksandr Ievtuixenko |                       | + 1' 29"    |
| 8è | Colin Joyce           | Rally Cycling         | + 1' 41"    |
| 9è | Matteo Fabbro         | Bora-Hansgrohe        | + 1' 42"    |
| 10è | Gavin Mannion         | Rally Cycling         | + 1' 44"    |

### Etapa 5
| \| Classificació de l'etapa \| Classificació de l'etapa \| Classificació de l'etapa \| Classificació de l'etapa \| Classificació de l'etapa \| \| Corredor \| Corredor \| Equip \| Temps \| \| \| ------------------------ \| -------------------------- \| --------------------------------------- \| ------------------------ \| ------------------------ \| \| 1r \| Miguel Flórez López \| Androni Giocattoli-Sidermec \| 4h 36' 23" \| \| \| 2n \| Óscar Sevilla Rivera \| Medellín \| + 2" \| \| \| 3r \| Brandon McNulty \| UAE Team Emirates \| + 2" \| \| \| 4t \| Guillaume Martin \| Cofidis \| + 4" \| \| \| 5è \| Remco Evenepoel \| Deceuninck-Quick Step \| + 4" \| \| \| 6è \| Filippo Ganna \| Itàlia \| + 4" \| \| \| 7è \| Nicolás Paredes Avellaneda \| Medellín \| + 18" \| \| \| 8è \| Juan Melivilo \| Municipalidad de Pocito \| + 36" \| \| \| 9è \| Nicolás Tivani Pérez \| Agrupación Virgen de Fátima-SaddleDrunk \| + 36" \| \| \| 10è \| Nélson Oliveira \| Movistar Team \| + 1' 05" \| \| |                            |                                         |            |
| |                            |                                         |            |
| Font: ProCyclingStats |                            |                                         |            |
| Classificació de l'etapa |                            |                                         |            |
| Corredor | Corredor                   | Equip                                   | Temps      |
| 1r | Miguel Flórez López        | Androni Giocattoli-Sidermec             | 4h 36' 23" |
| 2n | Óscar Sevilla Rivera       | Medellín                                | + 2"       |
| 3r | Brandon McNulty            | UAE Team Emirates                       | + 2"       |
| 4t | Guillaume Martin           | Cofidis                                 | + 4"       |
| 5è | Remco Evenepoel            | Deceuninck-Quick Step                   | + 4"       |
| 6è | Filippo Ganna              | Itàlia                                  | + 4"       |
| 7è | Nicolás Paredes Avellaneda | Medellín                                | + 18"      |
| 8è | Juan Melivilo              | Municipalidad de Pocito                 | + 36"      |
| 9è | Nicolás Tivani Pérez       | Agrupación Virgen de Fátima-SaddleDrunk | + 36"      |
| 10è | Nélson Oliveira            | Movistar Team                           | + 1' 05"   |

| \| Classificació general \| Classificació general \| Classificació general \| Classificació general \| Classificació general \| \| Corredor \| Corredor \| Equip \| Temps \| \| \| --------------------- \| -------------------------- \| ------------------------------------------- \| --------------------- \| --------------------- \| \| 1r \| Remco Evenepoel \| Deceuninck-Quick Step \| 16h 19' 05" \| \| \| 2n \| Filippo Ganna \| Itàlia \| + 33" \| \| \| 3r \| Óscar Sevilla Rivera \| Medellín \| + 1' 01" \| \| \| 4t \| Brandon McNulty \| UAE Team Emirates \| + 1' 21" \| \| \| 5è \| Miguel Flórez López \| Androni Giocattoli-Sidermec \| + 2' 11" \| \| \| 6è \| Nélson Oliveira \| Movistar Team \| + 2' 27" \| \| \| 7è \| Guillaume Martin \| Cofidis \| + 2' 28" \| \| \| 8è \| Nicolás Paredes Avellaneda \| Medellín \| + 2' 36" \| \| \| 9è \| Gavin Mannion \| Rally Cycling \| + 2' 53" \| \| \| 10è \| Juan Pablo Dotti \| Sindicato de Empleados Públicos de San Juan \| + 3' 05" \| \| |                            |                                             |             |
| |                            |                                             |             |
| Font: ProCyclingStats |                            |                                             |             |
| Classificació general |                            |                                             |             |
| Corredor | Corredor                   | Equip                                       | Temps       |
| 1r | Remco Evenepoel            | Deceuninck-Quick Step                       | 16h 19' 05" |
| 2n | Filippo Ganna              | Itàlia                                      | + 33"       |
| 3r | Óscar Sevilla Rivera       | Medellín                                    | + 1' 01"    |
| 4t | Brandon McNulty            | UAE Team Emirates                           | + 1' 21"    |
| 5è | Miguel Flórez López        | Androni Giocattoli-Sidermec                 | + 2' 11"    |
| 6è | Nélson Oliveira            | Movistar Team                               | + 2' 27"    |
| 7è | Guillaume Martin           | Cofidis                                     | + 2' 28"    |
| 8è | Nicolás Paredes Avellaneda | Medellín                                    | + 2' 36"    |
| 9è | Gavin Mannion              | Rally Cycling                               | + 2' 53"    |
| 10è | Juan Pablo Dotti           | Sindicato de Empleados Públicos de San Juan | + 3' 05"    |

### Etapa 6
| \| Classificació de l'etapa \| Classificació de l'etapa \| Classificació de l'etapa \| Classificació de l'etapa \| Classificació de l'etapa \| \| Corredor \| Corredor \| Equip \| Temps \| \| \| ------------------------ \| -------------------------- \| ---------------------------------------- \| ------------------------ \| ------------------------ \| \| 1r \| Zdeněk Štybar \| Deceuninck-Quick Step \| 3h 56' 51" \| \| \| 2n \| Sebastián Molano Benavides \| UAE Team Emirates \| + 0" \| \| \| 3r \| Rudy Barbier \| Israel Start-Up Nation \| + 0" \| \| \| 4t \| Manuel Belletti \| Androni Giocattoli-Sidermec \| + 0" \| \| \| 5è \| Daniel Oss \| Bora-Hansgrohe \| + 0" \| \| \| 6è \| Peter Sagan \| Bora-Hansgrohe \| + 0" \| \| \| 7è \| Álvaro Hodeg Chagui \| Deceuninck-Quick Step \| + 0" \| \| \| 8è \| Nicolás Naranjo \| Agrupación Virgen de Fátima-SaddleDrunk \| + 0" \| \| \| 9è \| Nelson Soto Martínez \| Colombia Tierra de Atletas-GW Bicicletas \| + 0" \| \| \| 10è \| Colin Joyce \| Rally Cycling \| + 0" \| \| |                            |                                          |            |
| |                            |                                          |            |
| Font: ProCyclingStats |                            |                                          |            |
| Classificació de l'etapa |                            |                                          |            |
| Corredor | Corredor                   | Equip                                    | Temps      |
| 1r | Zdeněk Štybar              | Deceuninck-Quick Step                    | 3h 56' 51" |
| 2n | Sebastián Molano Benavides | UAE Team Emirates                        | + 0"       |
| 3r | Rudy Barbier               | Israel Start-Up Nation                   | + 0"       |
| 4t | Manuel Belletti            | Androni Giocattoli-Sidermec              | + 0"       |
| 5è | Daniel Oss                 | Bora-Hansgrohe                           | + 0"       |
| 6è | Peter Sagan                | Bora-Hansgrohe                           | + 0"       |
| 7è | Álvaro Hodeg Chagui        | Deceuninck-Quick Step                    | + 0"       |
| 8è | Nicolás Naranjo            | Agrupación Virgen de Fátima-SaddleDrunk  | + 0"       |
| 9è | Nelson Soto Martínez       | Colombia Tierra de Atletas-GW Bicicletas | + 0"       |
| 10è | Colin Joyce                | Rally Cycling                            | + 0"       |

| \| Classificació general \| Classificació general \| Classificació general \| Classificació general \| Classificació general \| \| Corredor \| Corredor \| Equip \| Temps \| \| \| --------------------- \| -------------------------- \| ------------------------------------------- \| --------------------- \| --------------------- \| \| 1r \| Remco Evenepoel \| Deceuninck-Quick Step \| 20h 15' 56" \| \| \| 2n \| Filippo Ganna \| Itàlia \| + 33" \| \| \| 3r \| Óscar Sevilla Rivera \| Medellín \| + 1' 01" \| \| \| 4t \| Brandon McNulty \| UAE Team Emirates \| + 1' 21" \| \| \| 5è \| Miguel Flórez López \| Androni Giocattoli-Sidermec \| + 2' 11" \| \| \| 6è \| Nélson Oliveira \| Movistar Team \| + 2' 27" \| \| \| 7è \| Guillaume Martin \| Cofidis \| + 2' 28" \| \| \| 8è \| Nicolás Paredes Avellaneda \| Medellín \| + 2' 36" \| \| \| 9è \| Gavin Mannion \| Rally Cycling \| + 2' 53" \| \| \| 10è \| Juan Pablo Dotti \| Sindicato de Empleados Públicos de San Juan \| + 3' 05" \| \| |                            |                                             |             |
| |                            |                                             |             |
| Font: ProCyclingStats |                            |                                             |             |
| Classificació general |                            |                                             |             |
| Corredor | Corredor                   | Equip                                       | Temps       |
| 1r | Remco Evenepoel            | Deceuninck-Quick Step                       | 20h 15' 56" |
| 2n | Filippo Ganna              | Itàlia                                      | + 33"       |
| 3r | Óscar Sevilla Rivera       | Medellín                                    | + 1' 01"    |
| 4t | Brandon McNulty            | UAE Team Emirates                           | + 1' 21"    |
| 5è | Miguel Flórez López        | Androni Giocattoli-Sidermec                 | + 2' 11"    |
| 6è | Nélson Oliveira            | Movistar Team                               | + 2' 27"    |
| 7è | Guillaume Martin           | Cofidis                                     | + 2' 28"    |
| 8è | Nicolás Paredes Avellaneda | Medellín                                    | + 2' 36"    |
| 9è | Gavin Mannion              | Rally Cycling                               | + 2' 53"    |
| 10è | Juan Pablo Dotti           | Sindicato de Empleados Públicos de San Juan | + 3' 05"    |

### Etapa 7
| \| Classificació de l'etapa \| Classificació de l'etapa \| Classificació de l'etapa \| Classificació de l'etapa \| Classificació de l'etapa \| \| Corredor \| Corredor \| Equip \| Temps \| \| \| ------------------------ \| ------------------------ \| ---------------------------------------- \| ------------------------ \| ------------------------ \| \| 1r \| Fernando Gaviria Rendón \| UAE Team Emirates \| 2h 58' 03" \| \| \| 2n \| Peter Sagan \| Bora-Hansgrohe \| + 0" \| \| \| 3r \| Álvaro Hodeg Chagui \| Deceuninck-Quick Step \| + 0" \| \| \| 4t \| Manuel Belletti \| Androni Giocattoli-Sidermec \| + 0" \| \| \| 5è \| Hugo Hofstetter \| Israel Start-Up Nation \| + 0" \| \| \| 6è \| Rudy Barbier \| Israel Start-Up Nation \| + 0" \| \| \| 7è \| Davide Appollonio \| Amore & Vita-Prodir \| + 0" \| \| \| 8è \| Sebastián Mora Vedri \| Movistar Team \| + 0" \| \| \| 9è \| Nelson Soto Martínez \| Colombia Tierra de Atletas-GW Bicicletas \| + 0" \| \| \| 10è \| Marco Benfatto \| Bardiani CSF Faizanè \| + 0" \| \| |                         |                                          |            |
| |                         |                                          |            |
| Font: ProCyclingStats |                         |                                          |            |
| Classificació de l'etapa |                         |                                          |            |
| Corredor | Corredor                | Equip                                    | Temps      |
| 1r | Fernando Gaviria Rendón | UAE Team Emirates                        | 2h 58' 03" |
| 2n | Peter Sagan             | Bora-Hansgrohe                           | + 0"       |
| 3r | Álvaro Hodeg Chagui     | Deceuninck-Quick Step                    | + 0"       |
| 4t | Manuel Belletti         | Androni Giocattoli-Sidermec              | + 0"       |
| 5è | Hugo Hofstetter         | Israel Start-Up Nation                   | + 0"       |
| 6è | Rudy Barbier            | Israel Start-Up Nation                   | + 0"       |
| 7è | Davide Appollonio       | Amore & Vita-Prodir                      | + 0"       |
| 8è | Sebastián Mora Vedri    | Movistar Team                            | + 0"       |
| 9è | Nelson Soto Martínez    | Colombia Tierra de Atletas-GW Bicicletas | + 0"       |
| 10è | Marco Benfatto          | Bardiani CSF Faizanè                     | + 0"       |

## Classificació final
| \| Classificació general \| Classificació general \| Classificació general \| Classificació general \| Classificació general \| \| Corredor \| Corredor \| Equip \| Temps \| \| \| --------------------- \| -------------------------- \| ------------------------------------------- \| --------------------- \| --------------------- \| \| 1r \| Remco Evenepoel \| Deceuninck-Quick Step \| 23h 13' 59" \| \| \| 2n \| Filippo Ganna \| Itàlia \| + 33" \| \| \| 3r \| Óscar Sevilla Rivera \| Medellín \| + 1' 01" \| \| \| 4t \| Brandon McNulty \| UAE Team Emirates \| + 1' 21" \| \| \| 5è \| Miguel Flórez López \| Androni Giocattoli-Sidermec \| + 2' 11" \| \| \| 6è \| Nélson Oliveira \| Movistar Team \| + 2' 27" \| \| \| 7è \| Guillaume Martin \| Cofidis \| + 2' 28" \| \| \| 8è \| Nicolás Paredes Avellaneda \| Medellín \| + 2' 36" \| \| \| 9è \| Gavin Mannion \| Rally Cycling \| + 2' 53" \| \| \| 10è \| Juan Pablo Dotti \| Sindicato de Empleados Públicos de San Juan \| + 3' 05" \| \| \| 11è \| Nicolás Tivani Pérez \| Agrupación Virgen de Fátima-SaddleDrunk \| + 3' 14" \| \| \| 12è \| Juan Melivilo \| Municipalidad de Pocito \| + 3' 27" \| \| \| 13è \| Paweł Poljański \| Bora-Hansgrohe \| + 3' 41" \| \| \| 14è \| Matteo Fabbro \| Bora-Hansgrohe \| + 4' 00" \| \| \| 15è \| Simon Pellaud \| Androni Giocattoli-Sidermec \| + 4' 24" \| \| |                            |                                             |             |
| |                            |                                             |             |
| Font: ProCyclingStats |                            |                                             |             |
| Classificació general |                            |                                             |             |
| Corredor | Corredor                   | Equip                                       | Temps       |
| 1r | Remco Evenepoel            | Deceuninck-Quick Step                       | 23h 13' 59" |
| 2n | Filippo Ganna              | Itàlia                                      | + 33"       |
| 3r | Óscar Sevilla Rivera       | Medellín                                    | + 1' 01"    |
| 4t | Brandon McNulty            | UAE Team Emirates                           | + 1' 21"    |
| 5è | Miguel Flórez López        | Androni Giocattoli-Sidermec                 | + 2' 11"    |
| 6è | Nélson Oliveira            | Movistar Team                               | + 2' 27"    |
| 7è | Guillaume Martin           | Cofidis                                     | + 2' 28"    |
| 8è | Nicolás Paredes Avellaneda | Medellín                                    | + 2' 36"    |
| 9è | Gavin Mannion              | Rally Cycling                               | + 2' 53"    |
| 10è | Juan Pablo Dotti           | Sindicato de Empleados Públicos de San Juan | + 3' 05"    |
| 11è | Nicolás Tivani Pérez       | Agrupación Virgen de Fátima-SaddleDrunk     | + 3' 14"    |
| 12è | Juan Melivilo              | Municipalidad de Pocito                     | + 3' 27"    |
| 13è | Paweł Poljański            | Bora-Hansgrohe                              | + 3' 41"    |
| 14è | Matteo Fabbro              | Bora-Hansgrohe                              | + 4' 00"    |
| 15è | Simon Pellaud              | Androni Giocattoli-Sidermec                 | + 4' 24"    |

### Classificacions secundàries

#### Classificació de la muntanya
| Classificació de la muntanya | Classificació de la muntanya | Classificació de la muntanya             | Classificació de la muntanya | Classificació de la muntanya |
| Corredor                     | Corredor                     | Equip                                    | Punts                        |                              |
| ---------------------------- | ---------------------------- | ---------------------------------------- | ---------------------------- | ---------------------------- |
| 1r                           | Guillaume Martin             | Cofidis                                  | 22 pts                       |                              |
| 2n                           | Nicolás Paredes Avellaneda   | Medellín                                 | 20 pts                       |                              |
| 3r                           | Mattia Bais                  | Androni Giocattoli-Sidermec              | 17 pts                       |                              |
| 4t                           | Gerardo Atencio              | Municipalidad de Pocito                  | 14 pts                       |                              |
| 5è                           | Brandon McNulty              | UAE Team Emirates                        | 13 pts                       |                              |
| 6è                           | Remco Evenepoel              | Deceuninck-Quick Step                    | 12 pts                       |                              |
| 7è                           | Óscar Sevilla Rivera         | Medellín                                 | 11 pts                       |                              |
| 8è                           | Nelson Soto Martínez         | Colombia Tierra de Atletas-GW Bicicletas | 11 pts                       |                              |
| 9è                           | Miguel Flórez López          | Androni Giocattoli-Sidermec              | 10 pts                       |                              |
| 10è                          | Francisco Montes             | Transporte Puertas de Cuyo               | 6 pts                        |                              |

#### Classificació dels joves
| Classificació del millor jove | Classificació del millor jove | Classificació del millor jove            | Classificació del millor jove | Classificació del millor jove |
| Corredor                      | Corredor                      | Equip                                    | Temps                         |                               |
| ----------------------------- | ----------------------------- | ---------------------------------------- | ----------------------------- | ----------------------------- |
| 1r                            | Remco Evenepoel               | Deceuninck-Quick Step                    | 23h 13' 59"                   |                               |
| 2n                            | Brandon McNulty               | UAE Team Emirates                        | + 1' 21"                      |                               |
| 3r                            | Diego Camargo Pineda          | Colombia Tierra de Atletas-GW Bicicletas | + 4' 53"                      |                               |
| 4t                            | Iñigo Elosegui                | Movistar Team                            | + 4' 56"                      |                               |
| 5è                            | Vinicius Rangel Costa         | Brasil                                   | + 5' 45"                      |                               |
| 6è                            | Yeisson Casallas              | Colombia Tierra de Atletas-GW Bicicletas | + 7' 42"                      |                               |
| 7è                            | Nehuén Bazán                  | Argentina                                | + 8' 31"                      |                               |
| 8è                            | Leonardo Finkler              | Brasil                                   | + 11' 50"                     |                               |
| 9è                            | Tomás Contte                  | Municipalidad de Pocito                  | + 25' 08"                     |                               |
| 10è                           | Renzo Obando                  | Argentina                                | + 29' 38"                     |                               |

#### Classificació dels esprints
| Classificació dels esprints | Classificació dels esprints     | Classificació dels esprints             | Classificació dels esprints | Classificació dels esprints |
| Corredor                    | Corredor                        | Equip                                   | Punts                       |                             |
| --------------------------- | ------------------------------- | --------------------------------------- | --------------------------- | --------------------------- |
| 1r                          | Daniel Juárez                   | Agrupación Virgen de Fátima-SaddleDrunk | 17 pts                      |                             |
| 2n                          | Francisco Montes                | Argentina                               | 9 pts                       |                             |
| 3r                          | Juan Esteban Curuchet           | Argentina                               | 6 pts                       |                             |
| 4t                          | Agustín Fraysse                 | Argentina                               | 6 pts                       |                             |
| 5è                          | Christofer Jurado               | Panamà                                  | 4 pts                       |                             |
| 6è                          | Emiliano Contreras              | Transporte Puertas de Cuyo              | 4 pts                       |                             |
| 7è                          | Leonardo Rodríguez              | Municipalidad de Rawson                 | 4 pts                       |                             |
| 8è                          | Zdeněk Štybar                   | Deceuninck-Quick Step                   | 3 pts                       |                             |
| 9è                          | Robin Carpenter                 | Rally Cycling                           | 3 pts                       |                             |
| 10è                         | Maximiliano Richeze Araquistain | UAE Team Emirates                       | 2 pts                       |                             |

#### Classificació per équips
| Classificació per equips | Classificació per equips                 | Classificació per equips | Classificació per equips |
| Equip                    | Equip                                    | Temps                    |                          |
| ------------------------ | ---------------------------------------- | ------------------------ | ------------------------ |
| 1r                       | Movistar Team                            | 69h 54' 14"              |                          |
| 2n                       | Medellín                                 | + 50"                    |                          |
| 3r                       | Cofidis                                  | + 1' 17"                 |                          |
| 4t                       | Androni Giocattoli-Sidermec              | + 3' 38"                 |                          |
| 5è                       | Bora-Hansgrohe                           | + 4' 01"                 |                          |
| 6è                       | Colombia Tierra de Atletas-GW Bicicletas | + 4' 10"                 |                          |
| 7è                       | Veneçuela                                | + 6' 09"                 |                          |
| 8è                       | Municipalidad de Pocito                  | + 7' 15"                 |                          |
| 9è                       | Rally Cycling                            | + 7' 35"                 |                          |
| 10è                      | Agrupación Virgen de Fátima-SaddleDrunk  | + 12' 20"                |                          |

## Evolució e les classificacions
| Etapa              | Vencedor           | Classificació general | Classificació de la muntanya | Classificació dels esprints | Classificació dels joves | Classificació per equips |
| ------------------ | ------------------ | --------------------- | ---------------------------- | --------------------------- | ------------------------ | ------------------------ |
| 1                  | Rudy Barbier       | Rudy Barbier          | Nicolás Paredes              | Daniel Juárez               | Tomás Contte             | Israel Start-Up Nation   |
| 2                  | Fernando Gaviria   | Fernando Gaviria      | Nicolás Paredes              | Daniel Juárez               | Tomás Contte             | Israel Start-Up Nation   |
| 3                  | Remco Evenepoel    | Remco Evenepoel       | Nicolás Paredes              | Daniel Juárez               | Remco Evenepoel          | Deceuninck-Quick Step    |
| 4                  | Fernando Gaviria   | Remco Evenepoel       | Nicolás Paredes              | Daniel Juárez               | Remco Evenepoel          | Deceuninck-Quick Step    |
| 5                  | Miguel Flórez      | Remco Evenepoel       | Guillaume Martin             | Daniel Juárez               | Remco Evenepoel          | Movistar                 |
| 6                  | Zdeněk Štybar      | Remco Evenepoel       | Guillaume Martin             | Daniel Juárez               | Remco Evenepoel          | Movistar                 |
| 7                  | Fernando Gaviria   | Remco Evenepoel       | Guillaume Martin             | Daniel Juárez               | Remco Evenepoel          | Movistar                 |
| Classements finals | Classements finals | Remco Evenepoel       | Guillaume Martin             | Daniel Juárez               | Remco Evenepoel          | Movistar                 |